# Eparchie homelská
Eparchie homelská je eparchie běloruské pravoslavné církve nacházející se v Bělorusku.

## Území a titul biskupa
Zahrnuje správní hranice území města Homel a Buda-Kašaljoŭského, Větkaŭského, Homelského, Dobrušského, Žlobinského, Karmjanského, Lojeŭského, Rečyckého, Rahačoŭského, Světlahorského a Čačerského rajónu Homelské oblasti.
Eparchiálnímu biskupovi náleží titul biskup homelský a žlobinský.

## Historie
Od roku 885 patřily země Posoží ke Kyjevské Rusi. Dolní Berezina a sousední Dněpr byly součástí Turovského knížectví, které je zmiňováno od roku 980. Šíření křesťanství na tomto území je spojeno se Křtem Rusi roku 988. První informace o křesťanech tohoto území pochází z 11. století, to potvrzují i archeologické nálezy.
Území města Homel, Čačersk a Rečyca byly součástí černihivské eparchie, která byla zřízena roku 991. Území Dolní Bereziny, Dněpru a u města Rahačoŭ se stali součástí turovské eparchie, která je známá od roku 1005. Území podél Dněpru nad Rahačoŭem bylo součástí Smolenského knížectví. Smolenská země spadala pod jurisdikci perejaslavsko-chmelnické eparchie a později od roku 1137 pod jurisdikci smolenské eparchie.
Dne 7. února 1907 byl zřízen homelský vikariát mogilevské eparchie a roku 1924 byl vikariát přeměněn na samostatnou eparchii.
Dne 22. března 1925 byl homelským biskupem jmenován Tichon (Šarapov), který byl zatčen bolševiky několik měsíců po příjezdu do Homelu. Po jeho zatčení zůstal titulárním biskupem tohoto města a roku 1926 byla dočasná správa eparchie svěřena biskupu Varlaamu (Pikalovi) a od roku 1933 biskupu Stefanu (Andriašenkovi).
Dne 17. prosince 1934 byl novým biskupem jmenován Serafim (Kokotov), ale ten neobdržel od úřadů povolení a nemohl eparchii převzít.
Roku 1935 došlo k uzavření katedrálního chrámu svatých Petra a Pavla v Homelu.
Během Velké vlastenecké války existovala homelská a mozyrská eparchie Běloruské autonomní pravoslavné církve.
Dne 20. července 1990 byla rozhodnutím Svatého synodu zřízena eparchie homelská v hranicích Homelské oblasti.

## Seznam biskupů

### Homelský vikariát mogilevské eparchie
- 1907–1912 Mitrofan (Krasnopolskij) svatořečený mučedník
- 1913–1923 Varlaam (Rjašencev)

### Eparchie homelská
- 1924–1925 Nykon (Degtjarenko) dočasný správce
- 1925–1934 Tichon (Šarapov)
- 1926–1926 Varlaam (Pikalov) dočasný správce
- 1933–1933 Stefan (Andriašenko) dočasný správce
- 1934–1935 Serafim (Kokotov), nepřevzal eparchii
- 1935–1936 Pavlin (Krošečkin) dočasný správce svatořečený mučedník
- 1943–1946 Hrygorij (Boryškevyč), od roku 1944 v emigraci
- 1990–2012 Arystarch (Stankevič)
- 2012–2012 Leonid (Fil) dočasný správce
- od 2012 Stefan (Neščeret)